# 阿拉伯复兴运动 (1990年代)
阿拉伯復興運動（希伯來語：תנועה ערבית להתחדשות；阿拉伯語：الحركة العربية للتغيير），简称塔阿勒，是一個由阿拉伯裔以色列人所組成的政黨。2003年，它与主要由猶太人組成的左翼聯盟和平與平等民主陣線合作，后來又與另一个阿拉伯裔政黨聯合阿拉伯名單合作。

## 歷史
該黨由艾哈迈德·提比在1990年代中期成立，並以阿拉伯聯盟的名義參與1996年以色列议会選舉，結果只獲2087票（0.1%）；1999年則列入巴拉德黨候選人名單中，提比順利當選1席，但該年12月21日便與巴拉德黨分裂。
2003年，與和平與平等民主陣線合作，提比再度當選，直至2006年2月7日離開該聯盟。2006年议会選舉則選擇與聯合阿拉伯名單合作，以“聯合阿拉伯名單－阿拉伯復興運動”的名義參選。
2009年以色列中央選舉委員會判定“聯合阿拉伯名單－阿拉伯復興運動”失去參與2009年以色列議會選舉的資格，提比立刻批評此決定是因為2008年底加沙戰爭所致，他並表示「這是一個種族主義的國家，我們對此非常熟悉且我們終將勝利。」和「這個決定致力讓以色列议会裡沒有阿拉伯人，但這將讓阿拉伯大眾更加團結。」 同年1月21日，以色列最高法院無異議地推翻該委員會的決定，提比表示歡迎這個結果，「我們戰勝法西斯主義了，這個奮戰結束了但整場戰爭仍未結束，種族主義已經成為以色列的趨勢。」最終該聯盟在選舉中獲得4席。